# Gérard Lenorman
Gérard Lenorman (Bénouville, 9 de Fevereiro de 1945) é um cantor francês.
Em 1988 representou a França no Eurofestival em Dublin, tocando  Chanteur de charme. Lenorman é muito popular na França e Francophonie, durante os anos 1970 e 1980. Em 1975 gravou o single "La Belle Et La Bete" junto com o compositor Jean Michel Jarre.

## Canções
- Si j'étais président
- Michèle
- Si tu ne me laisses pas tomber
- Soldats ne tirez pas
- Je vous écris
- Le Petit Prince
- Nicolas
- Voici les clefs
- La ballade des gens heureux
- Montfort-L'Amaury

## Discografia
- Gérard Lenorman (1969)
- Les matins d'hiver (1972)
- Quelque chose et moi (1974)
- Caroline (1975)
- Olympia 75 (1975)
- Drôles de chansons (1976)
- Noëls du monde (1976)
- Au-delà des rêves (1977)
- Nostalgies (1978)
- Boulevard de l'océan (1979)
- Olympia 79 (1979)
- La clairière de l'enfance (1980)
- … D'amour (1981)
- Paris sur Scène - Palais des congrès (1982)
- Le soleil des tropiques (1983)
- Fière et nippone (1985)
- Heureux qui communique (1988)
- Bravo à Gérard Lenorman (1989)
- Il y a… (1993)
- Vos plus belles chansons (1994)
- Les plus belles chansons françaises (1996)
- Le monde de Gérard Lenorman (Triple compilation) (1998)
- La raison de l'autre (2000)
- Gérard Lenorman en concert (2003)